# هلدینگ مونکس
هلدینگ مونکس (انگلیسی: Holding Monex) شرکت خدمات مالی مکزیکی است، که در سال ۱۹۸۵ تأسیس شد.